# Tariq Castro-Fields
Tariq Quinton Castro-Fields (Alexandria, 14 gennaio 1999) è un giocatore di football americano statunitense che milita nel ruolo di cornerback per i Philadelphia Eagles della National Football League (NFL).

## Carriera

### San Francisco 49ers
Castro-Fields al college giocò a football a Penn State. Fu scelto nel corso del sesto giro (221º assoluto) nel Draft NFL 2022 dai San Francisco 49ers. Fu svincolato il 30 agosto 2022.

### Washington Commanders
Il 31 agosto 2022 Castro-Fields firmò con i Washington Commanders. Fu inserito in lista infortunati il 21 ottobre, chiudendo la sua stagione da rookie con 2 presenze.

### Carolina Panthers
Il 28 agosto 2024 Castro-Fields firmò con i Carolina Panthers.

### Philadelphia Eagles
Il 21 ottobre 2024 Castro-Fields firmò con la squadra di allenamento dei Philadelphia Eagles. Fu svincolato il 26 dicembre. Il 31 dicembre rifirmò con la squadra di allenamento.

## Palmarès
- Super Bowl : 1

Philadelphia Eagles: LIX
- National Football Conference Championship: 1

Philadelphia Eagles: 2024